# Cerelles
Cerelles ist eine französische Gemeinde mit 1.247 Einwohnern (Stand: 1. Januar 2022) im Département Indre-et-Loire in der Region Centre-Val de Loire; sie gehört zum Arrondissement Chinon und zum Kanton Château-Renault. Die Einwohner werden Cerellois und Cerelloises genannt.

## Geographie
Cerelles liegt etwa zwölf Kilometer nördlich von Tours. Umgeben wird Cerelles von den Nachbargemeinden Rouziers-de-Touraine im Nordwesten und Norden, Nouzilly im Nordosten und Osten, Chanceaux-sur-Choisille im Süden sowie Saint-Antoine-du-Rocher im Westen.

## Bevölkerungsentwicklung
| Jahr                       | 1962 | 1968 | 1975 | 1982 | 1990 | 1999 | 2006 | 2013 | 2021 |
| Einwohner                  | 392  | 401  | 437  | 575  | 793  | 982  | 1211 | 1216 | 1242 |
| Quellen: Cassini und INSEE |      |      |      |      |      |      |      |      |      |

## Sehenswürdigkeiten
- Menhir La Grosse Pierre
- Kirche Saint-Pierre mit Ursprüngen aus dem 10. Jahrhundert
- Rathaus, früheres La Grand’Maison von 1641
- Schloss Baudry aus dem 16. Jahrhundert
- Schloss La Bédouère aus dem 15. Jahrhundert
- Schloss La Chesnaye aus dem 16. Jahrhundert
- Herrenhaus Châtenay aus dem 15. Jahrhundert
- Skulpturenpark

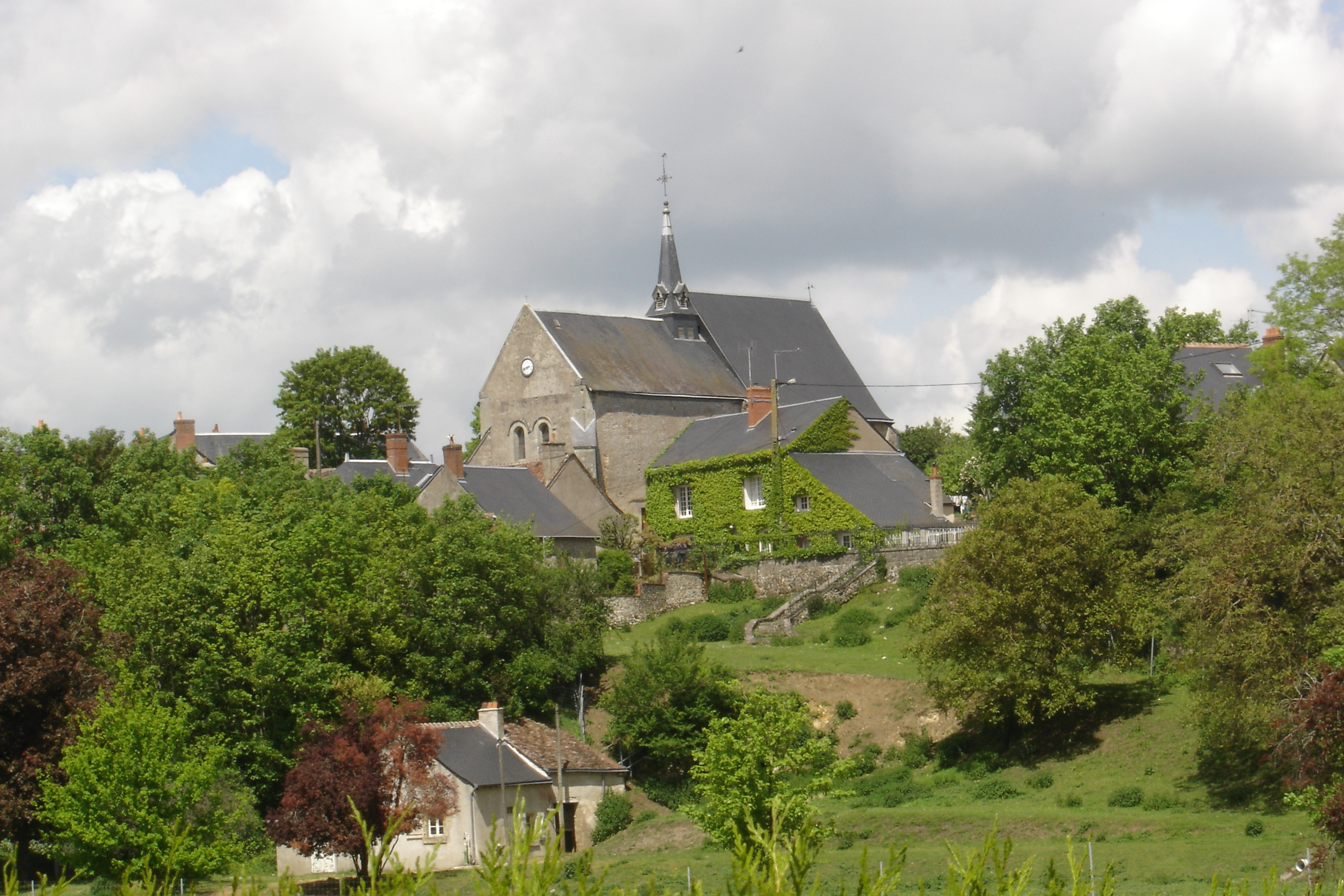
Kirche Saint-Pierre
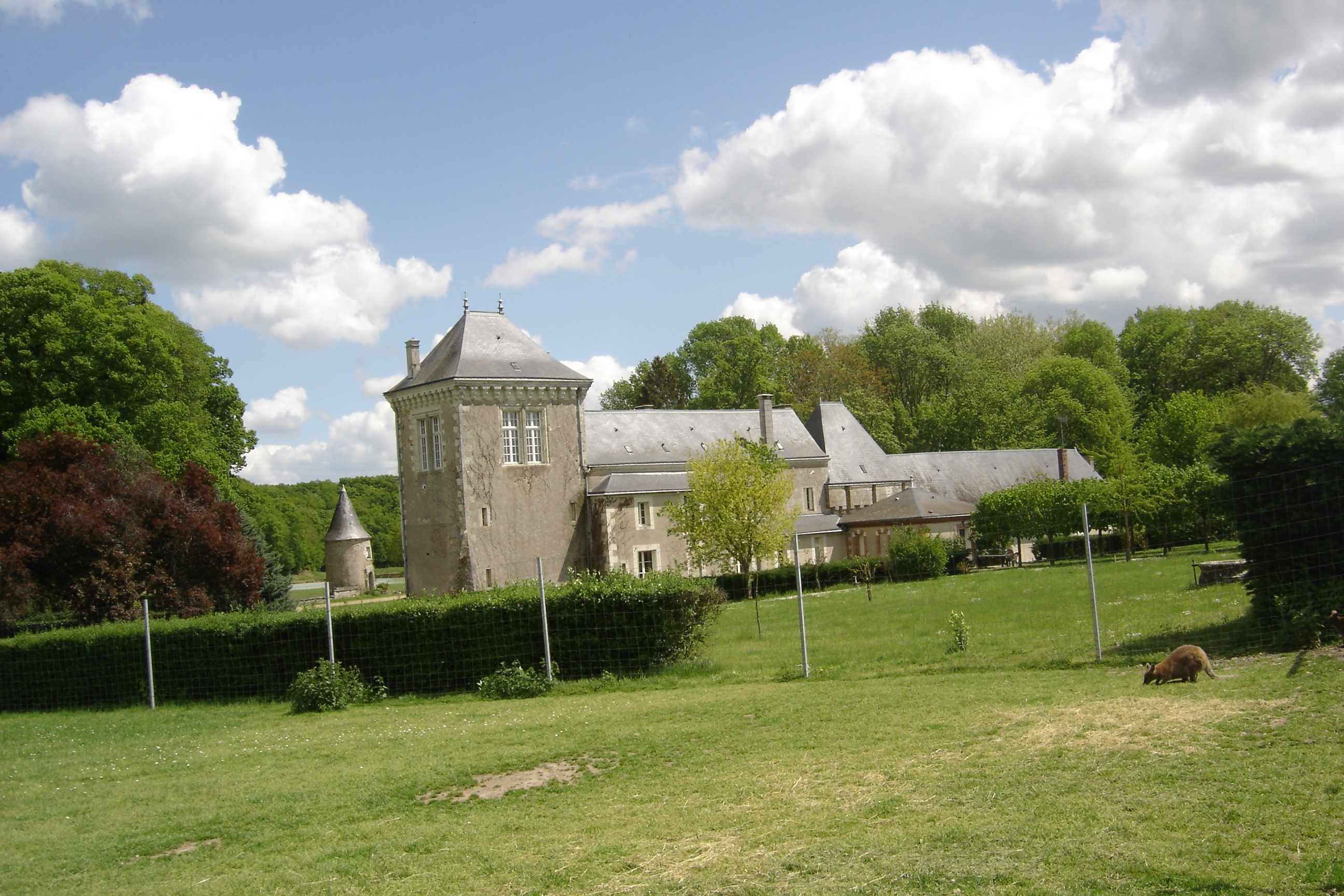
Schloss La Bédouère
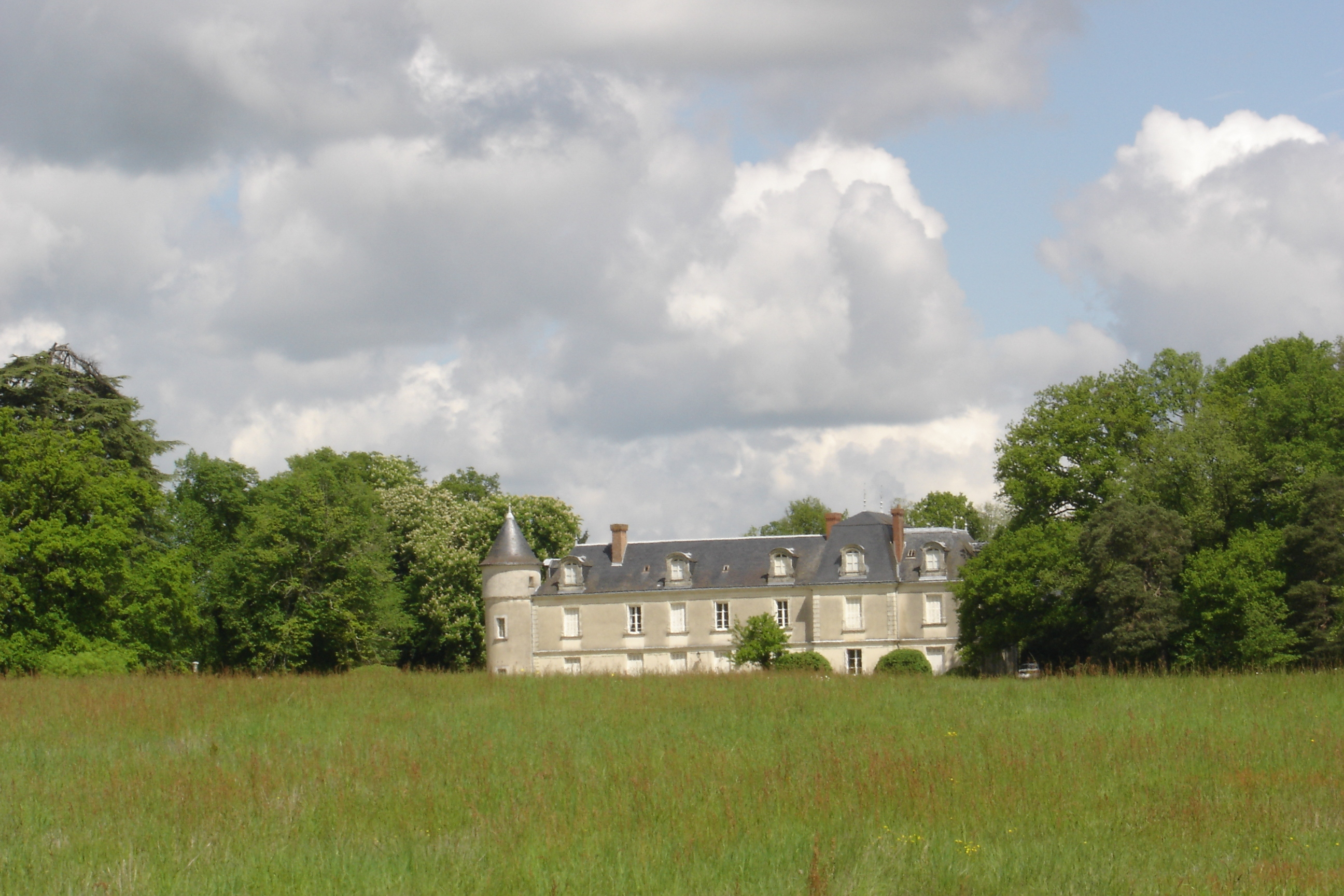
Schloss La Chesnaye
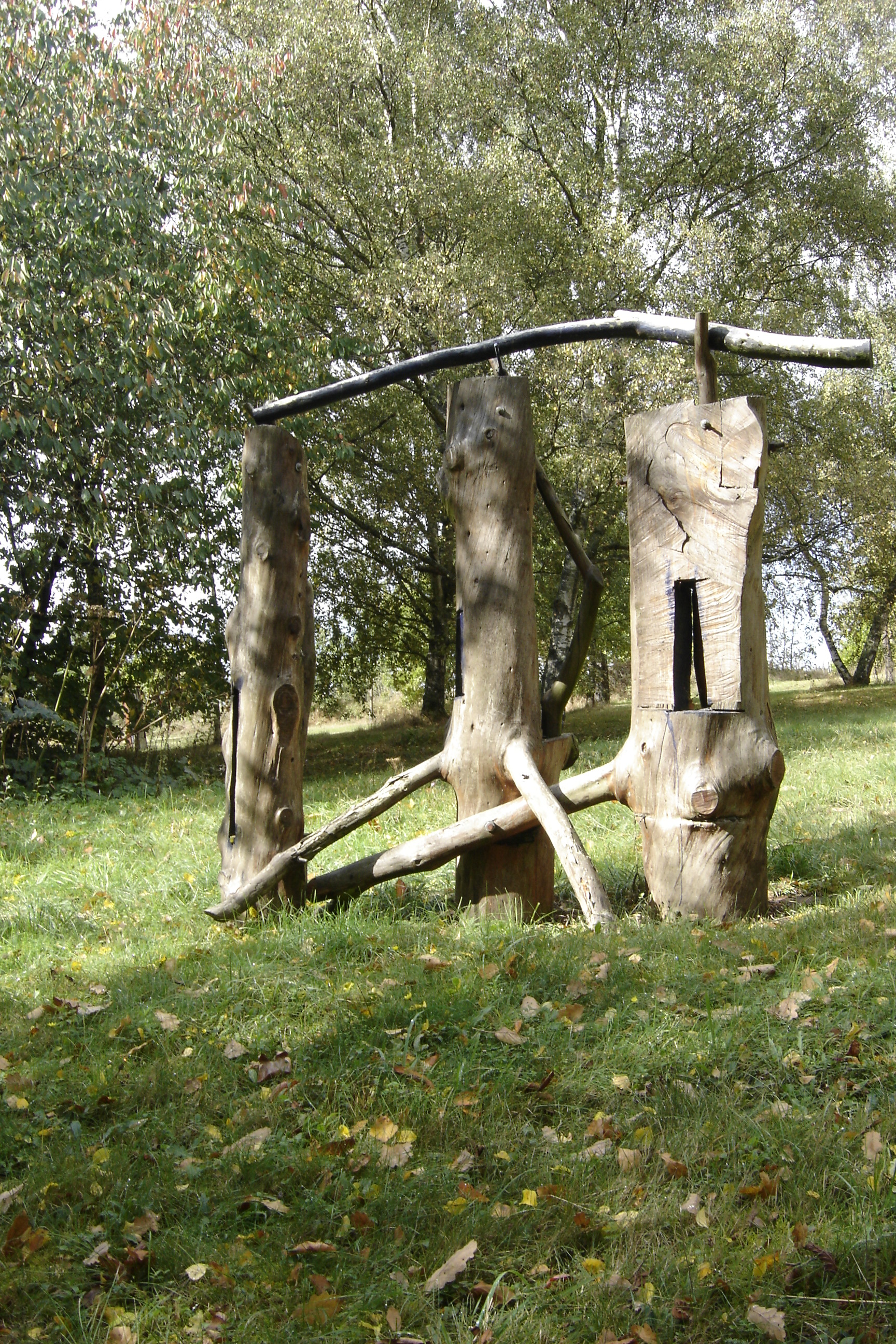
Teil des Skulpturenparks